# Mikroregion Franco da Rocha

Mikroregion Franco da Rocha

Mikroregion Franco da Rocha – mikroregion w brazylijskim stanie São Paulo należący do mezoregionu Metropolitana de São Paulo. Ma 601,8 km² powierzchni.

## Gminy
- Caieiras,
- Francisco Morato,
- Franco da Rocha,
- Mairiporã,